# Joseph de Seytres Caumont
 (novembre 2024).
La mise en forme du texte ne suit pas les recommandations de Wikipédia : il faut le « wikifier ».
Les points d'amélioration suivants sont les cas les plus fréquents :
- Les titres sont pré-formatés par le logiciel. Ils ne sont ni en capitales, ni en gras.
- Le texte ne doit pas être écrit en capitales (les noms de famille non plus), ni en gras, ni en italique, ni en « petit »…
- Le gras n'est utilisé que pour surligner le titre de l'article dans l'introduction, une seule fois.
- L'italique est rarement utilisé : mots en langue étrangère, titres d'œuvres, noms de bateaux, etc.
- Les citations ne sont pas en italique mais en corps de texte normal. Elles sont entourées par des guillemets français : « et ».
- Les listes à puces sont à éviter, des paragraphes rédigés étant largement préférés. Les tableaux sont à réserver à la présentation de données structurées (résultats, etc.).
- Les appels de note de bas de page (petits chiffres en exposant, introduits par l'outil «  Source ») sont à placer entre la fin de phrase et le point final[comme ça].
- Les liens internes (vers d'autres articles de Wikipédia) sont à choisir avec parcimonie. Créez des liens vers des articles approfondissant le sujet. Les termes génériques sans rapport avec le sujet sont à éviter, ainsi que les répétitions de liens vers un même terme.
- Les liens externes sont à placer uniquement dans une section « Liens externes », à la fin de l'article. Ces liens sont à choisir avec parcimonie suivant les règles définies. Si un lien sert de source à l'article, son insertion dans le texte est à faire par les notes de bas de page.
- La présentation des références doit suivre les conventions bibliographiques. Il est recommandé d'utiliser les modèles {{Ouvrage}}, {{Chapitre}}, {{Article}}, {{Lien web}} et/ou {{Bibliographie}}. Le mode d'édition visuel peut mettre en forme automatiquement les références.
- Insérer une infobox (cadre d'informations à droite) n'est pas obligatoire pour parachever la mise en page.

Pour une aide détaillée, merci de consulter Aide:Wikification.
Si vous pensez que ces points ont été résolus, vous pouvez retirer ce bandeau et améliorer la mise en forme d'un autre article.
Joseph de Seytres, marquis de Caumont, est un aristocrate épistolier et collectionneur du Comtat Venaissin né en 1688 et mort en 1745.

## La famille des Seytres Caumont
Les Seytres étaient originaires du Dauphiné, ils firent l'acquisition partielle de la seigneurie de Caumont en 1471.

## Un grand aristocrate du Comtat Venaissin
Il était le fils de Louis de Seytres, Comte de Caumont et de Marie Catherine de Fortia. Joseph de Seytres résidait à Caumont ainsi qu'à Avignon dans son hôtel particulier. En 1722, il épousa Élisabeth de Donis. En 1720, il se fait bâtir un hôtel particulier à Avignon, par  Jean-Baptiste Franque. Les travaux sont interrompus par la peste, l'hôtel n'est achevé qu'après sa mort. Bâtiment remarquable et seul exemple avignonais d'hôtel à la parisienne, il abrite aujourd'hui la Collection Lambert.

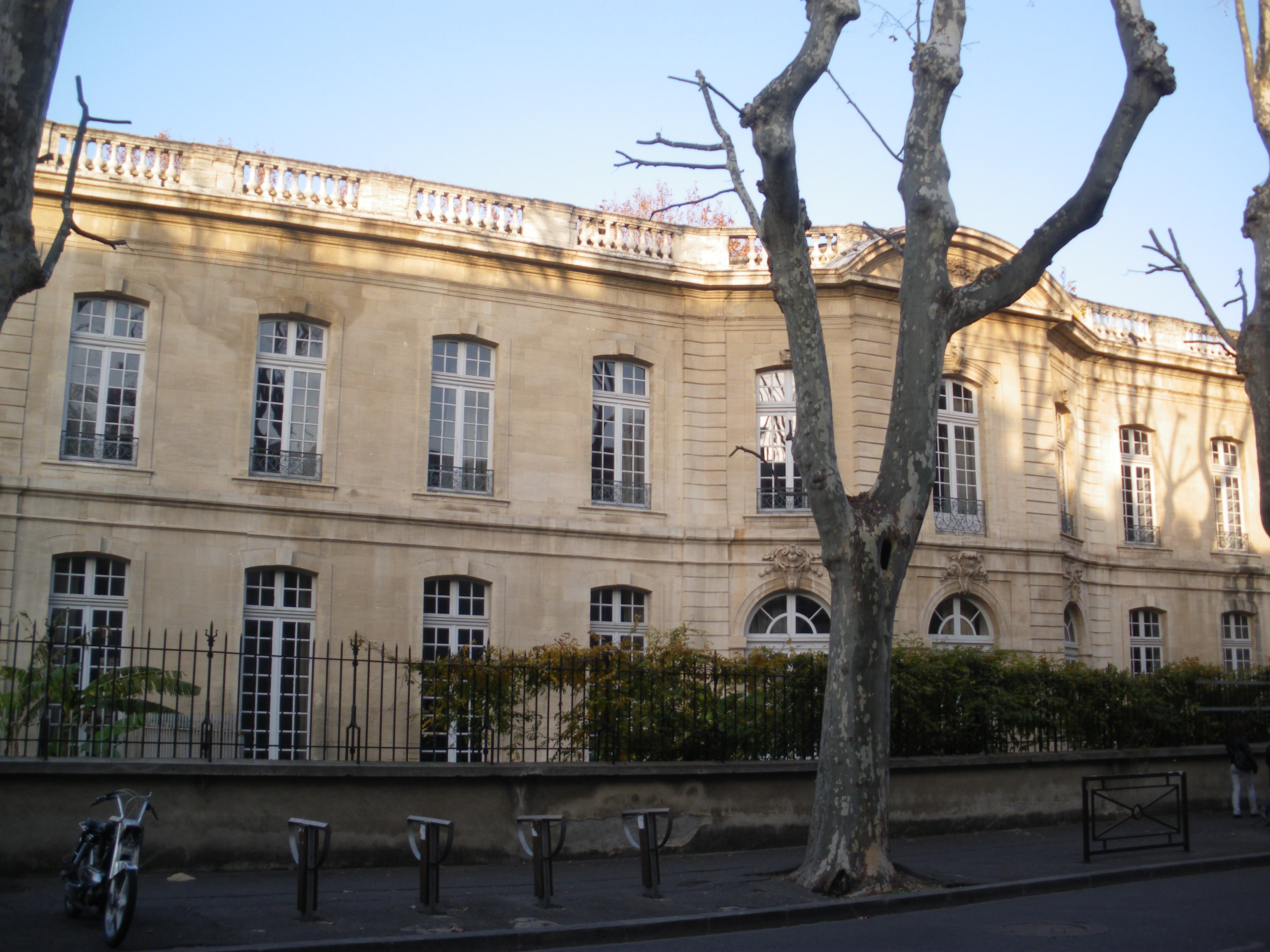
Façade de l'hôtel de Caumont (Avignon)

## Un collectionneur et un érudit
Antiquaire érudit et bibliophile, Joseph de Seytres était intéressé par l'histoire, l'épigraphie, la numismatique et l'archéologie. Il entre à l'Académie des inscriptions et belles lettres en 1736 comme correspondant honoraire étranger. Les intérêts intellectuels du marquis de Caumont ont bénéficié de sa fortune. Collectionneur et mécène, il a entretenu un réseau de correspondants internationaux, en particulier en Italie, en Espagne et en Angleterre. Il a correspondu notamment avec Voltaire et Simon Henri Dubuisson. Son engagement considérable dans cette activité l'a fait qualifier d'épistolomane. Cette correspondance importante n'a pas été entièrement publiée, elle est actuellement dispersée, les lettres de ses correspondant sont notamment aux bibliothèques de Nîmes et d'Avignon, sa correspondance avec le président Bouhier a cependant été publiée.
Le marquis de Caumont s'est aussi intéressé à la langue occitane et aux troubadour formant avec Henri de Thomassin, seigneur de Mazaugues, Joseph de Bimard (1704-1742), baron de La Bastie-Monsaléon et Jean-Baptiste de La Curne de Sainte-Palaye un cercle lettré qu'on a pu qualifier de « provençalistes »,. À titre anonyme il collabore au Journal de Trévoux.

## Postérité

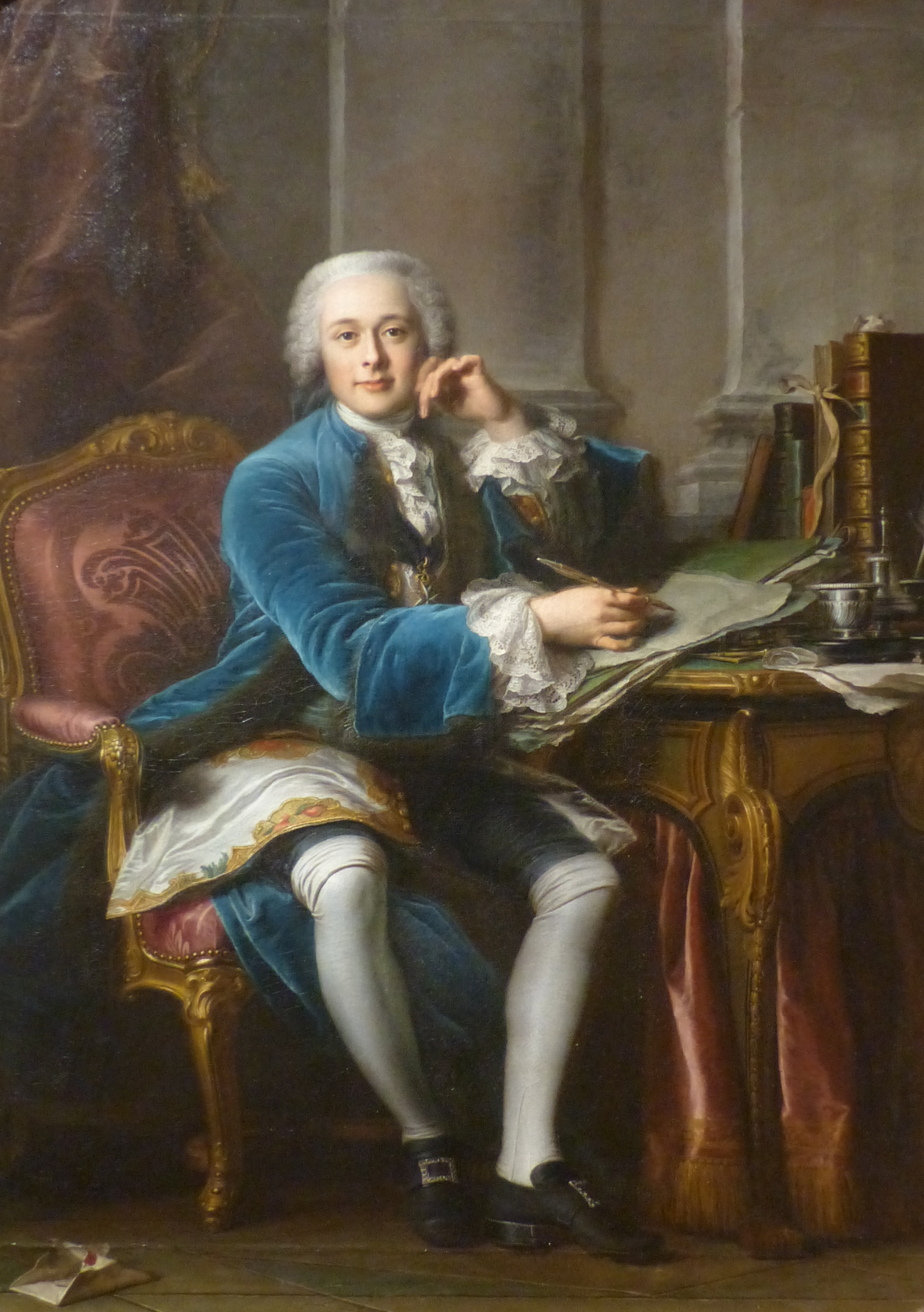
Joseph François Xavier de Seytres Caumont par Jean Valade - Avignon, musée Calvet

Joseph de Seytres eut un fils, Joseph François Xavier de Seytres Caumont (1726-1809). Il fut député aux États du Comtat en 1775.

### Œuvres du Marquis de Caumont
- Conjectures sur une gravure antique, qu'on croit avoir servi d'Amulete ou de Préservatif contre les Rats, Avignon, 1733, in-4°.
- Réflexions sur le projet de construire un pont sur la Durance entre les rochers de Noves. Caumont Seytres, [s.l.], 1769, in-4°.

### Études scientifiques
- Bauquier, Joseph, Les provençalistes du XVIIIe siècle (lettres inédites de Sainte-Palaye, Mazaugues, Caumont, La Bastie, etc.), Paris, Maisonneuve, 1880.
- Christol, Michel. « Notes d’épigraphie 9-10 », Cahiers du Centre Gustave Glotz, 16, 2005, p. 45-56 Lire en ligne
- Duranton, Henri, avec la collab. de Jean Marcillet-Jaubert et Bernard Yon éd., Correspondance littéraire du président Bouhier. 6-7, Lettres du marquis de Caumont, 1732-1745, Saint-Étienne, 1979.
- Fabié, David, « Une première approche de la lexicographie provençale de l’occitan médiéval au XVIIIe siècle », Lengas, 76, 2014, Lire en ligne.
- Lamotte, Stéphane. « Correspondances et circulation de l’information ». L’Affaire Girard-Cadière, Presses universitaires de Provence, 2016, Lire en ligne.
- Collectif, Les curiosités du marquis de Caumont, catalogue de l’exposition à la bibliothèque municipale d’Avignon, 2002, Avignon, Fondation Calvet éditeur, 2002.